# Latvajärvi (sjö i Finland, Lappland, lat 66,63, long 25,85)
Latvajärvi är en sjö i Finland. Den ligger i kommunen Rovaniemi i landskapet Lappland, i den norra delen av landet, 700 km norr om huvudstaden Helsingfors. Latvajärvi ligger 113,6 meter över havet. Den är 3,9 meter djup. Arean är 53,7 hektar och strandlinjen är 5,8 kilometer lång. Sjön  ingår i Kemi älvs huvudavrinningsområde. 